# Ulica Jagiellońska w Warszawie

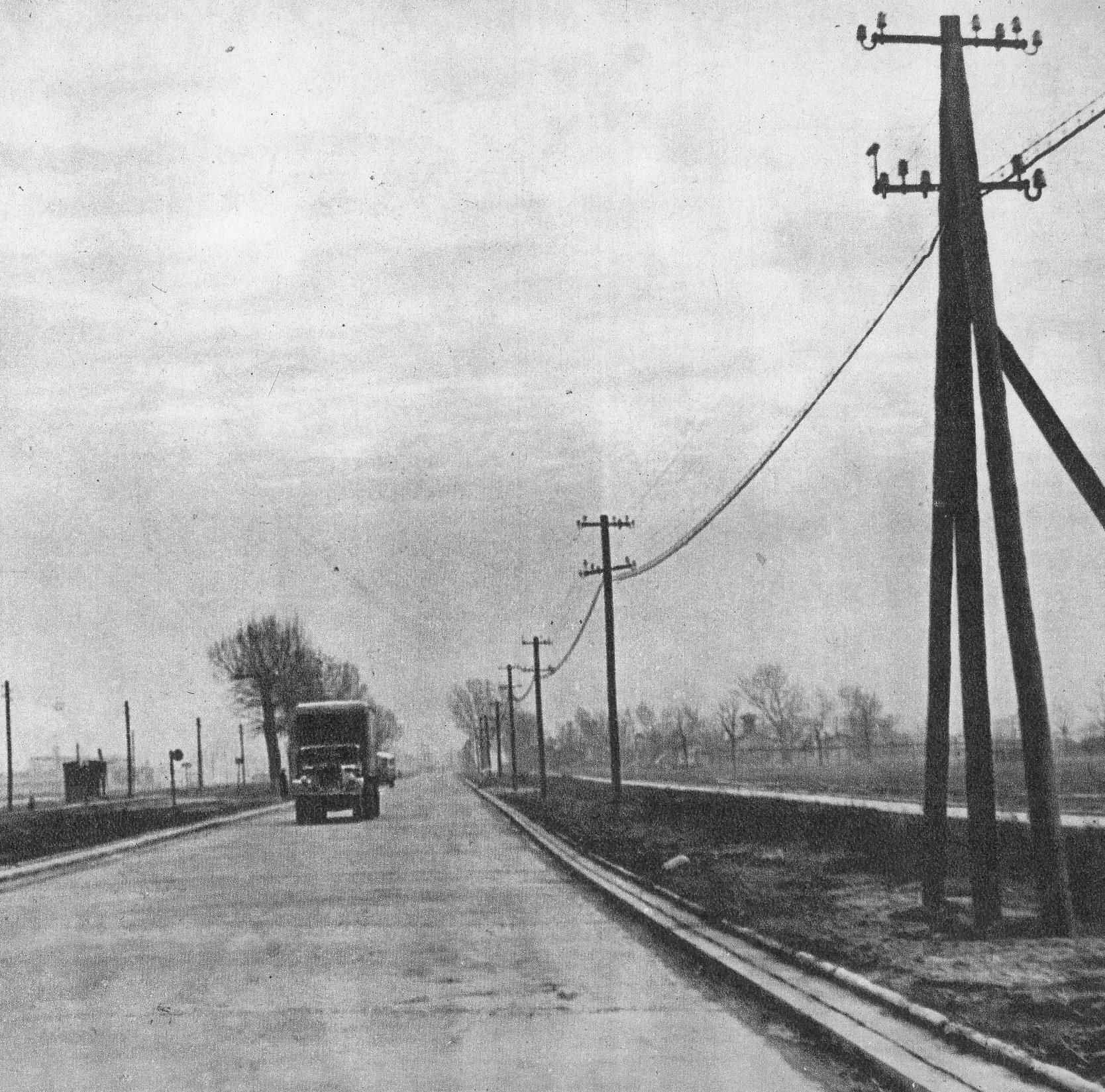
Północny odcinek ulicy w latach 50. XX wieku

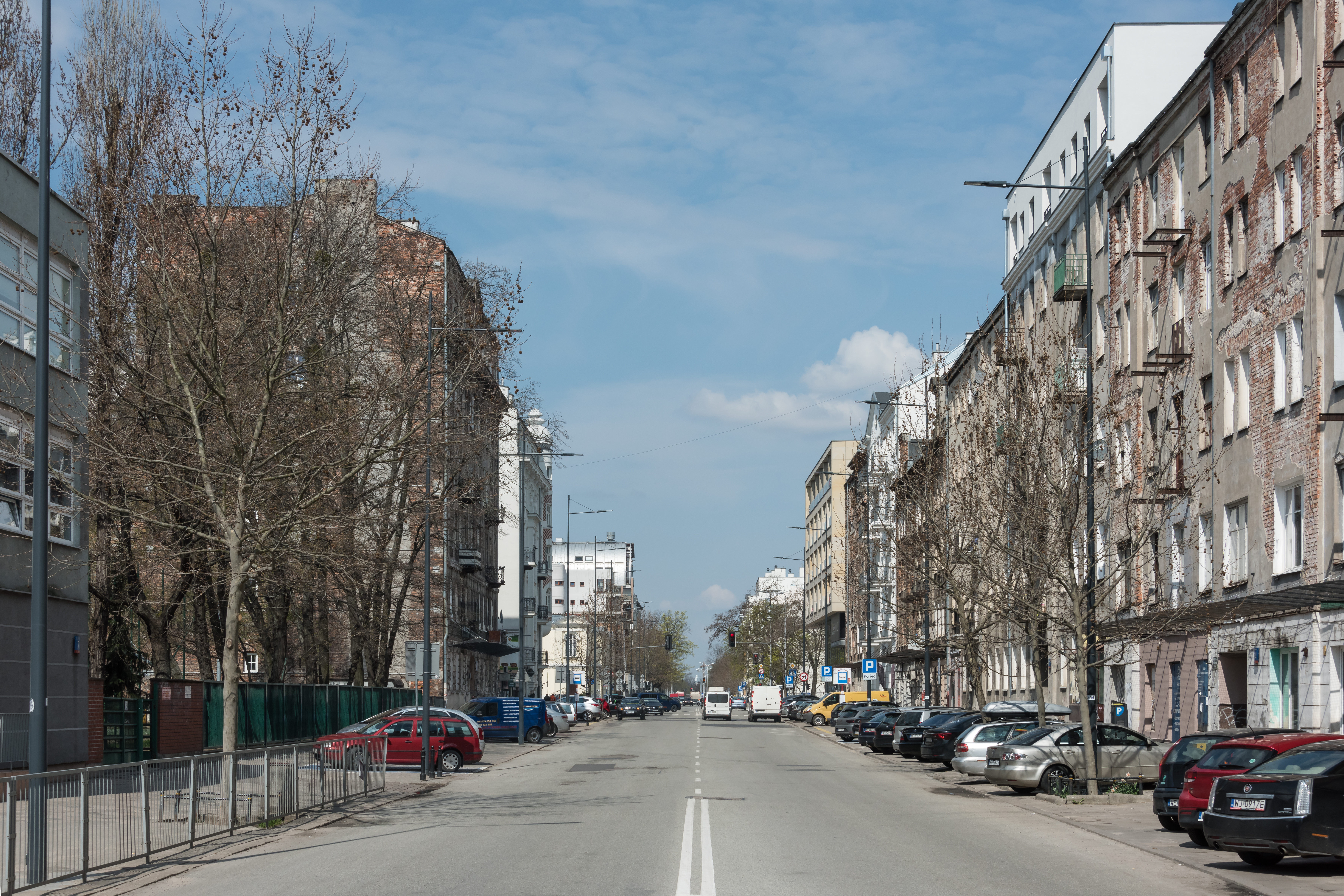
Ulica Jagiellońska na odcinku między ulicami ul. Kępną i Okrzei

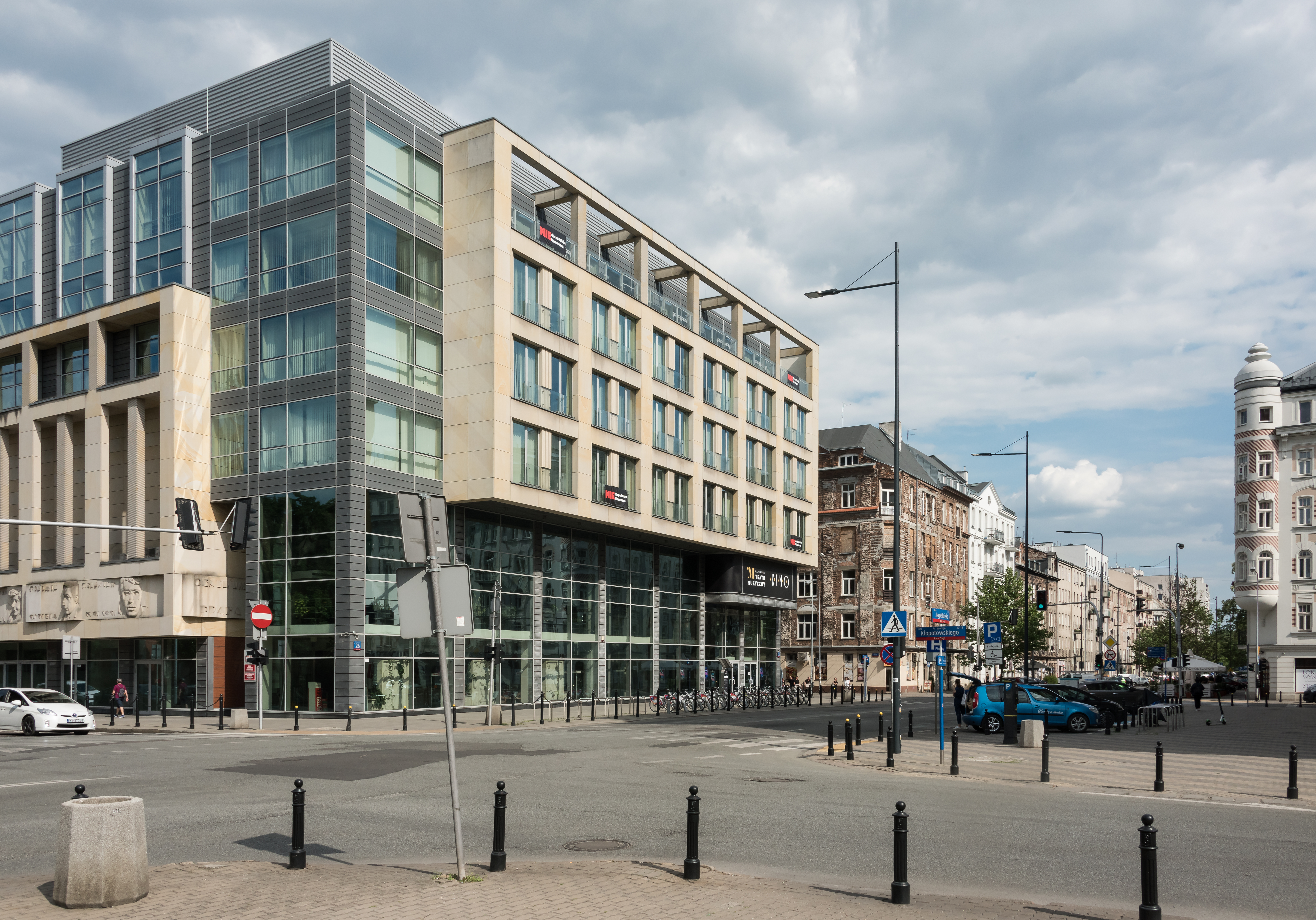
Ulica na wysokości skrzyżowania z ul. ks. I.Kłopotowskiego

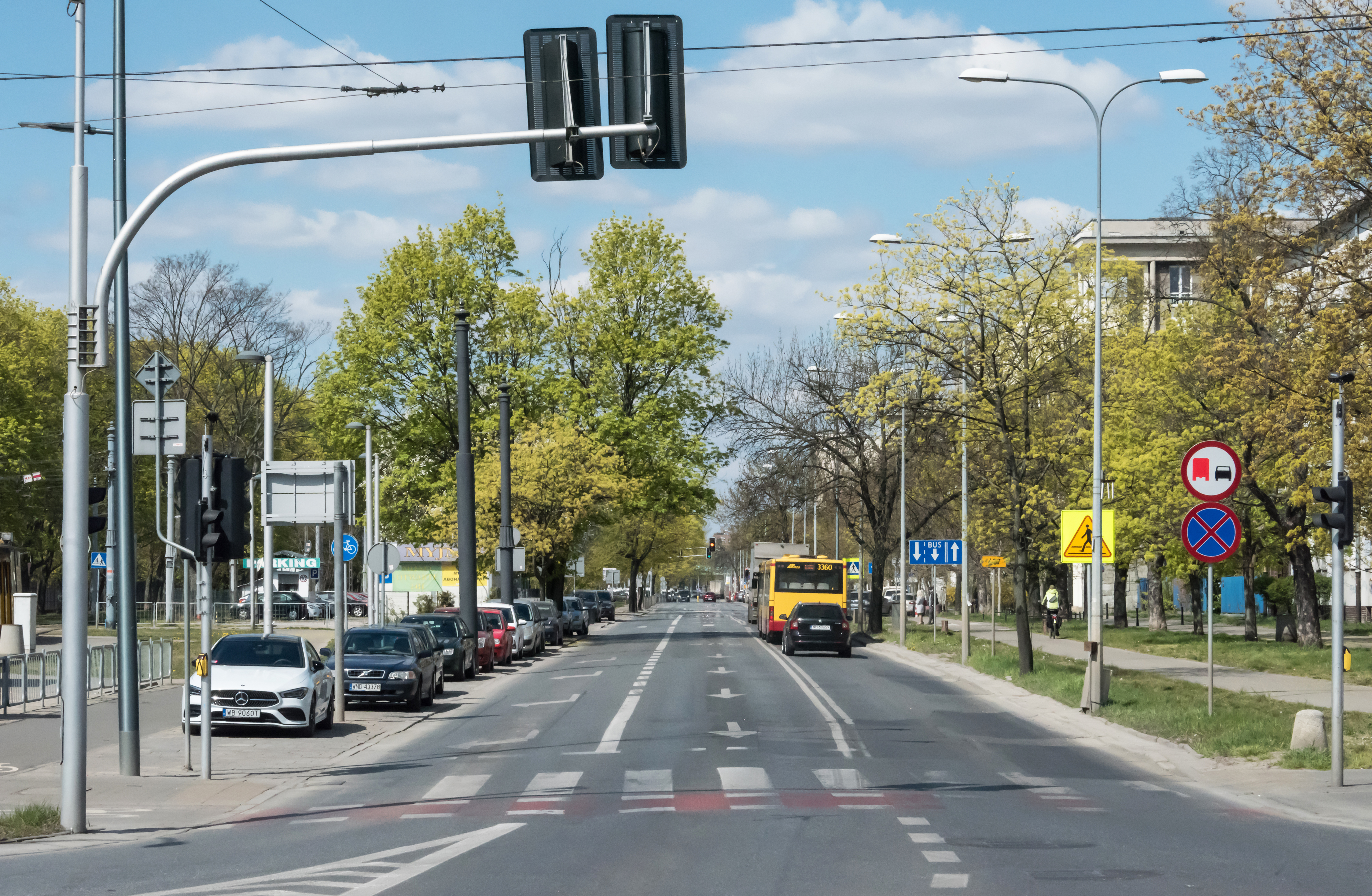
Ulica przy ul. Ratuszowej

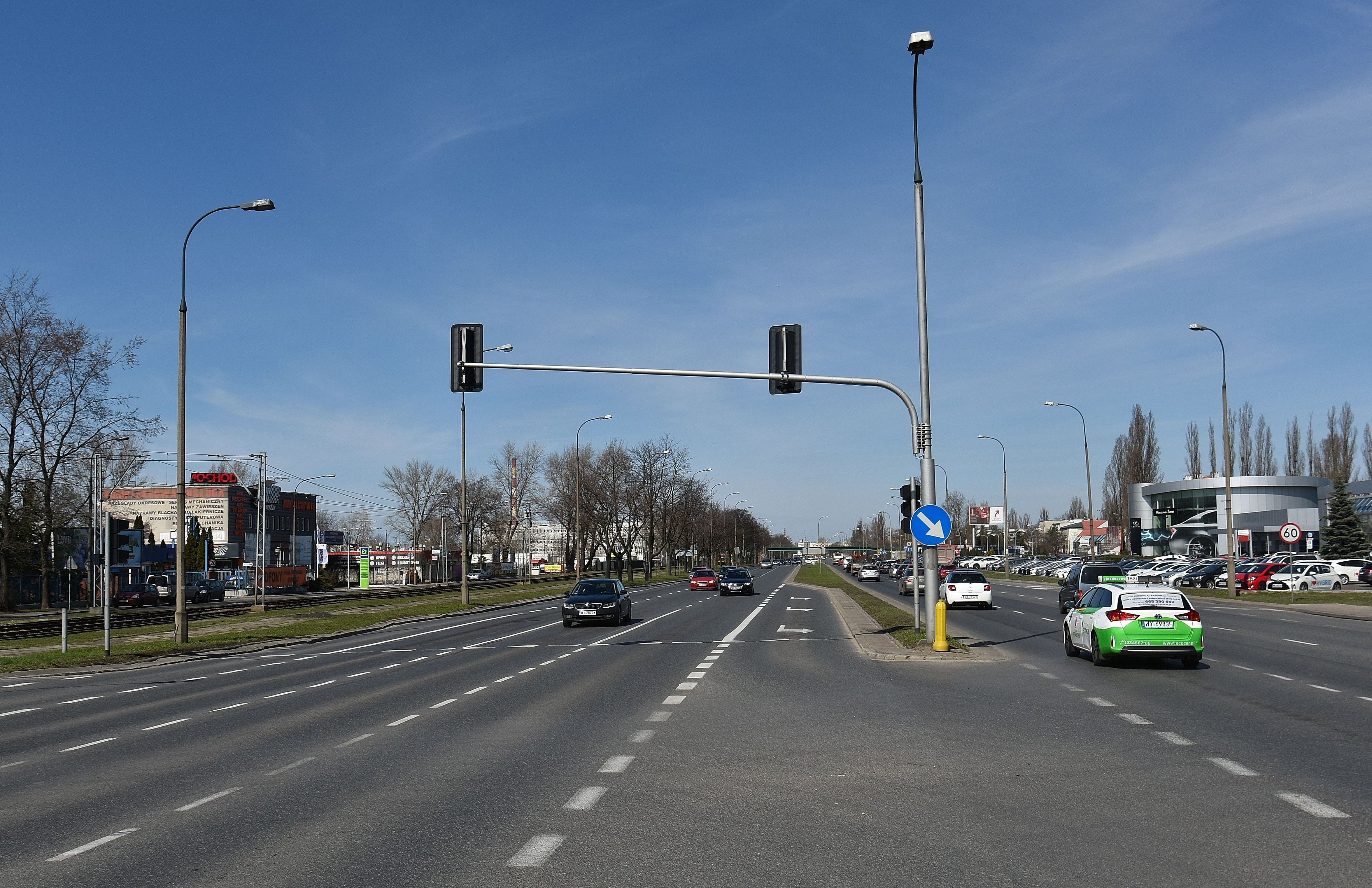
Ulica na wysokości ul. Batalionu Platerówek

Ulica Jagiellońska – ulica w dzielnicy Praga-Północ w Warszawie.

## Historia
Ulica składa się z dwóch odcinków: południowego, najstarszego, od ulicy K. Marcinkowskiego do ronda S. Starzyńskiego, oraz północnego − dawnej szosy wylotowej Petersburskiej, biegnącego od torów kolejowych do Trasy Toruńskiej.
Ulica powstała na miejscu dawniejszej drogi, istniejącej przed rokiem 1762. Biegła od dzisiejszej ul. Zamoyskiego do obecnej ul. ks. I. Kłopotowskiego. Pierwotnie nosiła nazwę Szeroka. Stykała się z rynkiem Skaryszewa, tworząc jego zachodnią pierzeję.
Droga miała pierwotnie wyłącznie drewnianą zabudowę. Została ona zniszczona podczas budowy fortyfikacji w 1807 roku, kiedy to z rozkazu Napoleona I zniwelowano całą sieć ulic pomiędzy Wisłą i dzisiejszą  ul. Targową. Po 1815 roku zakładano odtworzenie sieci ulic, jednak do wybuchu powstania listopadowego prac tych nie rozpoczęto. W okresie 1816−1918 wybudowano jedynie trakt do Jabłonny, który do rogatek Golędzinowskich miał charakter uregulowanej ulicy. Za rogatkami ulica miała formę bitego traktu obsadzonego drzewami. W 1823 roku wzniesiono nowe pawilony rogatek według projektu Jakuba Kubickiego.
Duża część drewnianej zabudowy ulicy spłonęła w czasie powstania w roku 1831. Po powstaniu rogatki (nazywane od 1832 Petersburskimi) przeniesiono, lokując je po północnej stronie kościoła Matki Bożej Loretańskiej.
Znaczne przekształcenie traktu do Jabłonny spowodowała budowa fortu Śliwickiego w latach 1835−1836; ulicę na jego wysokości odchylono nieco na wschód. Przed utworzeniem ronda Starzyńskiego był to początkowy odcinek ul. Modlińskiej. Do okresu międzywojennego obowiązywał tu wojskowy zakaz wznoszenia budynków murowanych.
Około 1835 odtworzono południowy odcinek ulicy, łącząc go z odcinkiem północnym na wysokości dzisiejszej ul. ks. I.Kłopotowskiego. Rok później pomiędzy Brukową, Jagiellońską i późniejszą Kłopotowskiego (wtedy bez nazwy) wzniesiono koszary Straży Ogniowej, przeniesione w 1878 na ul. Marcinkowskiego. W 1836 ukończono budowę murowanej synagogi Praskiej.
W 1865 na osi nowo wybudowanego mostu Kierbedzia wytyczono okrągły plac, nazwany później placem Weteranów 1863 r. Stał się on środkiem urbanistycznego założenia, gwiaździstego układu ulic. Na osi mostu przeprowadzono ulicę Aleksandrowską (współcześnie: al. „Solidarności”, która rozdzieliła późniejszą Jagiellońską na dwa odcinki. Odcinek północny ulicy przemianowano na ul. Petersburską, południowy – na Moskiewską. Dotychczasową nazwę – Szeroka – nadano dzisiejszej ul. ks. I.Kłopotowskiego. Przy Petersburskiej odnotowano w 1869 dużą liczbę żydowskich handlarzy oraz czterech właścicieli konnych bryczek. Wynajem furmanek był z kolei częstszą profesją przy ul. Moskiewskiej, działało tam siedem przedsiębiorstw tego typu. U zbiegu z ul. Kępną pod nr. 10 odnotowano zakład kamieniarski Bianka Abondiego. Pod nr. 3/5 otwarto VII oddział Warszawskiego Towarzystwa Dobroczynności. Pod nr. 7/9 działał wielki targ świń. W 1878 tuż obok wzniesiono nowe koszary V Oddziału Straży Ogniowej.
W 1875 północna część ul. Petersburskiej stała się wewnętrzną aleją wielkich carskich koszar. Zlikwidowano wtedy wszystkie przecznice na północ od linii ul. Ratuszowej. W obrębie koszar znalazł się także kościół Matki Boskiej Loretańskiej, co sprawiło, że władze carskie – aczkolwiek niechętnie – zgodziły się na budowę kościoła św. św. Michała Archanioła i Floriana. Na zabudowania przy Petersburskiej składało się około 35 baraków koszarowych i magazynowych, a ulicę Moskiewską zaczęto zabudowywać niewielkimi kamienicami, jednak wznoszono jeszcze równocześnie domy drewniane. Jedynym dużym zakładem przemysłowym była działająca pod nr. 4/6 fabryka Towarzystwa Akcyjnego Wulkan, działająca tu od roku 1881. W latach 1906−1914 zabudowania fabryczne rozbudowano na podstawie projektu Karola Jankowskiego i Franciszka Lilpopa.
W 1900 roku wzdłuż szosy wylotowej, będącej współcześnie częścią ulicy, uruchomiono kolej jabłonowską.
Przełom stuleci przyniósł ożywienie w ruchu budowlanym: w okresie 1896-1900 pod nr. 17, u zbiegu z ul. Floriańską wybudowano z inicjatywy Rosyjskiego Czerwonego Krzyża gmach Zakładu dla Wdów po Poległych Żołnierzach i Oficerach. W budynku powstała cerkiew Ikony Matki Bożej Pocieszycielki Strapionych. Po sąsiedzku, pod nr. 19 niemal w tym samym czasie powstał budynek Towarzystwa Kuchni Ruchomej, dożywiającej charytatywnie najuboższych. Od 1892 funkcjonował tam również Dom noclegowy dla mężczyzn z inteligencji (tzw. Gigant); w jednopiętrowym budynku były umywalnie, stołówka i sale noclegowe. Powstawały także obiekty bardziej okazałe: pod nr. 38 w latach 1905−1907 wzniesiono projektowany przez Władysława Adolfa Kozłowskiego gmach Gimnazjum Męskiego, mieszczący obecnie VIII Liceum Ogólnokształcące im. Władysława IV. Prężnie działała także Gmina Wyznaniowa Żydowska w Warszawie: w 1914 pod nr. 28 powstał Gmach Wychowawczy Warszawskiej Gminy Starozakonnych im. Michała Bergsona, mieszczący także szkołę towarzystwa „Synagoga”. Wzniesiony w duchu polskiego baroku gmach wraz z sąsiednimi zabudowaniami – mykwą, chederem i synagogą z 1845 tworzył największy na Pradze zespół żydowskich placówek religijnych, oświatowych i charytatywnych.
Równolegle budowano obiekty mieszkalne: wznoszone kamienice coraz bardziej swą formą doganiały domy na lewym brzegu. Pod nr. 9, 11, 13 wzniósł w okresie kilku lat trzy kamienice Bronisław Massalski. Ta ostatnia, nosząca dziś adres ul. Okrzei 26, jest uznawana za jedną z najpiękniejszych kamienic na Pradze. Zaprojektowana przez Stanisława Weissa i Henryka Stifelmana otrzymała fasady zdobione barwną cegłą licówkową skontrastowane z białymi elementami tynkowanymi. Naroże ozdobił okrągły wykusz, zaś wystawkę dachu na osi przejazdu bramnego zwieńczyły dwie rzeźby przedstawiające sowy.
W 1916 ulicy nadano obecną nazwę.
W okresie międzywojennym ulica zasłynęła dużą liczbą placówek opiekuńczych i organizacji prowadzących działalność charytatywną. Magistrat pod nr. 21 utworzył pod zarządem braci albertynów Schronisko Miejskie dla Chłopców; przejął także budynki Towarzystwa Kuchni Ruchomej, kontynuując w nim dotychczasową działalność. Społecznicy z Koła Prażan pod nr. 3/5 zorganizowali Sierocin – ośrodek opiekuńczy dla opuszczonych dzieci, pod nr. 34 działało Towarzystwo Opieki nad Niemowlętami, a od 1924 oddział Kasy Chorych i pogotowie ratunkowe. W dawnym gmachu Zakładu dla Wdów po Poległych Żołnierzach i Oficerach urządzono po 1918 Schronisko dla Weteranów Powstania 1863. Zlikwidowano też targowisko, zaś tereny za linią ul. Kępnej zajęła Giełda Mięsna, co było związane z działaniem Rzeźni Miejskiej przy ul. Sierakowskiego. Działała jak dawniej fabryka 'Towarzystwa Akcyjnego "Wulkan" zatrudniająca w roku 1926 ok. 800 osób. Nowych obiektów w tym czasie nie wznoszono: kilka kamienic przy ulicy nadbudowano, powstał nieistniejący dziś gmach szkolny na Golędzinowie. W  domu nr 9 mieścił się XV komisariat Policji Państwowej oraz siedziba IV obwodu.
Zabudowa ulicy ucierpiała w czasie obrony Warszawy we wrześniu 1939.
W okresie okupacji w czasie II wojny światowej zabudowania przy północnym odcinku ulicy zajęli Niemcy. Ulicy nadano niemiecką nazwę Königsbergstrasse. W styczniu 1942 w ramach sabotażu podpalono niemieckie magazyny słomy i siana, w lipcu tego samego roku warsztaty naprawcze, niszcząc 15 samochodów okupanta. W czasie II wojny światowej zabudowa ulicy w znaczącej części ocalała.  Niemcy uszkodzili synagogę, a podczas walk o dzielnicę we wrześniu 1944 spłonęły zabudowania fabryki "Wulkan" oraz kilka kamienic. W 1944 w domu pod nr 17 mieściła się radziecka Komenda Miasta.
W latach 1949−1952 między ulicami: Ratuszową, Targową, Świętych Cyryla i Metodego i Jagiellońską powstało osiedle Praga I zaprojektowane przez Szymona i Helenę Syrkusów. W latach 1950−1966 zbudowano osiedle Praga II, a w latach 1961−1964 osiedle Praga III. W 1955 lub 1961 rozebrano uszkodzony w czasie wojny budynek synagogi. W roku 1963 wyburzono też neoromański budynek Towarzystwa Kuchni Ruchomej oraz 31 budynków fabryki Towarzystwa Akcyjnego "Wulkan" i całą okoliczną zabudowę. Wyburzono także liczne obiekty należące do zlikwidowanej Rzeźni Miejskiej przy ulicy Sierakowskiego. W latach 70. XX wieku przy południowym odcinku ulicy, w miejscu wyburzonych zabudowań fabrycznych, powstało osiedle Jagiellońska.
W latach 1948–1950 pod nr 24/26 wybudowano kino „Praha” według projektu Jana Bogusławskiego i Józefa Łowińskiego. W latach 1950–1952 pod nr 15 wzniesiono siedmiopiętrowy Powszechny Dom Towarowy „Praga”. Zaprojektowany przez Wiktora Espenhama i Juliana Dumnickiego obiekt był największą placówką handlową na Pradze do wybudowania Uniwersamu Grochów. W 1997 budynek został przebudowany na biurowiec o nazwie Rainbow Center z elewacjami w kolorach tęczy. Mieści się w nim Urząd Skarbowy Warszawa-Praga.
W latach 1952–1991 północny odcinek ulicy od obecnej al. „Solidarności” do Trasy Toruńskiej nosił nazwę alei Stalingradzkiej. Nazwą tą objęto zatem również południowy odcinek Szosy Modlińskiej. W latach 1969−1971 ulicę przebudowano, wytyczając drugą jezdnię od ul. Starzyńskiego na północ.
W czasach Polski Ludowej, do grudnia 1985 roku, ulica była częścią wspólnego przebiegu dróg państwowych nr 11 i 20, łączących Warszawę z Łomżą, Augustowem i Nowym Dworem Mazowieckim.
Od 1 stycznia 2014 roku na mocy uchwały sejmiku województwa ulica znajduje się w ciągu drogi wojewódzkiej nr 801.
Ulica jest częściowo dwujezdniowa, a na odcinku od al. „Solidarności” do Trasy Toruńskiej wzdłuż niej przebiega droga rowerowa.

## Ważniejsze obiekty
- Zabudowania V Oddziału Straży Ogniowej (ul. Marcinkowskiego 2)
- Centrum Praha (nr 26), siedziba Urzędu Marszałkowskiego Województwa Mazowieckiego i Mazowieckiego Teatru Muzycznego im. Jana Kiepury
- Gmach Zakładu dla Wdów po Poległych Żołnierzach i Oficerach, obecnie siedziba kurii warszawsko-praskiej (ul. Floriańska 2)
- Gmach Wychowawczy Warszawskiej Gminy Starozakonnych, siedziba Teatru Baj (nr 28)
- VIII Liceum Ogólnokształcące im. Władysława IV (nr 38)
- Park Praski Żołnierzy 1 Armii Wojska Polskiego
- Kościół Matki Bożej Loretańskiej
- Ogród Zoologiczny w Warszawie
- Popiersie Józefa Szanajcy
- Fort Śliwickiego Cytadeli Warszawskiej
- Przemysłowy Instytut Motoryzacji (nr 55)
- Akademia Leona Koźmińskiego (nr 57/59)
- Siedziba spółki CD Projekt Red (nr 74)
- Fabryka Samochodów Osobowych (nr 88)

## Obiekty nieistniejące
- Kino „Praha”
- Synagoga wojskowa
- Synagoga Praska